# Kostel svaté Anny (Belváros-Lipótváros)
Kostel svaté Anny je historickou památkou v V. obvodu Budapešti.

## Historie
Roku 1689 přišel do Pešti servitský řád a naplánoval roku 1717 kostel a roku 1725 opatství. Současný pozemek, na němž stavba stojí, koupili v roce 1726. Kostel byl dokončen roku 1731 a opatství roku 1772. Když v roce 1849 vypálila habsburská armáda Pešť, byl kostel vážně poškozen. Mezi lety 1871 a 1874 bylo opatství kompletně zrekonstruováno. Kostel byl opraven roku 1947. Dnes na místě bývalého opatství stojí telefonní centrála postavená v letech 1970–1977.